# Oyabe
Oyabe (小矢部市, Oyabe-shi) est une ville située dans la préfecture de Toyama, au Japon.

## Géographie

### Situation
Oyabe se trouve dans l'ouest de la préfecture de Toyama, à la limite avec la préfecture d'Ishikawa.

### Démographie
En juillet 2022, la population de la ville d'Oyabe était de 28 734 habitants, répartis sur une superficie de 134,07 km2.

### Climat
Oyabe a un climat continental humide caractérisé par des étés doux et des hivers froids avec de fortes chutes de neige. La pluviométrie annuelle moyenne est de 2 454 mm, septembre étant le mois le plus humide. La température moyenne annuelle à Oyabe est de 14,0 °C. Les températures sont les plus élevées en moyenne en août, à environ 26,7 °C, et les plus basses en janvier, à environ 2,7 °C.

## Histoire
Le bourg d'Isurugi a été créé le 1er avril 1889. Il a été élevé au statut de ville lors de la fusion avec le bourg de Tochu le 1er août 1962 et a été rebaptisé Oyabe.

## Transports
La ville est desservie par la ligne Ainokaze Toyama Railway à la gare d'Isurugi.